# Kunstwegen

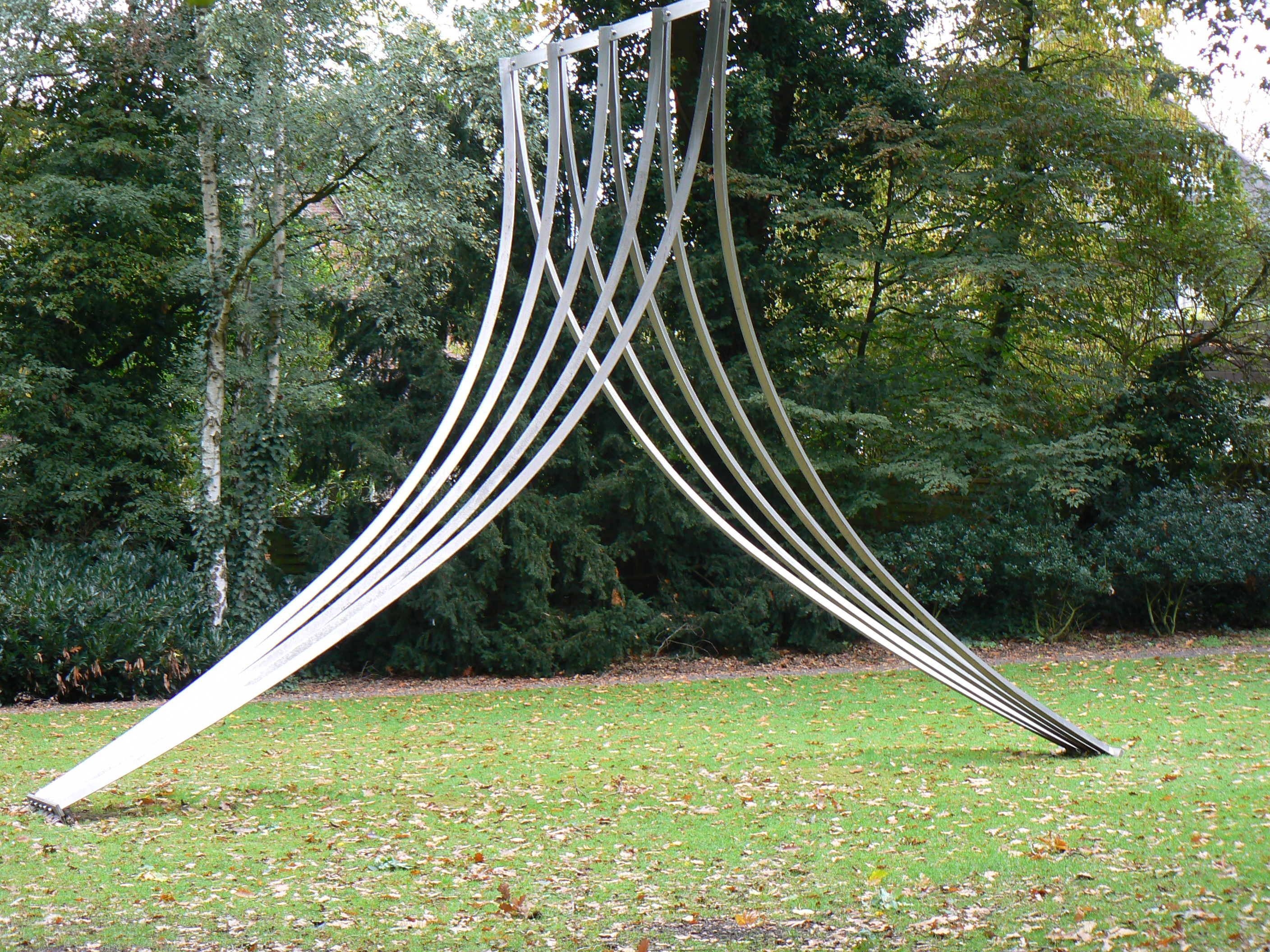
Henk Visch: Uit het gezicht verliezen (1986/9)

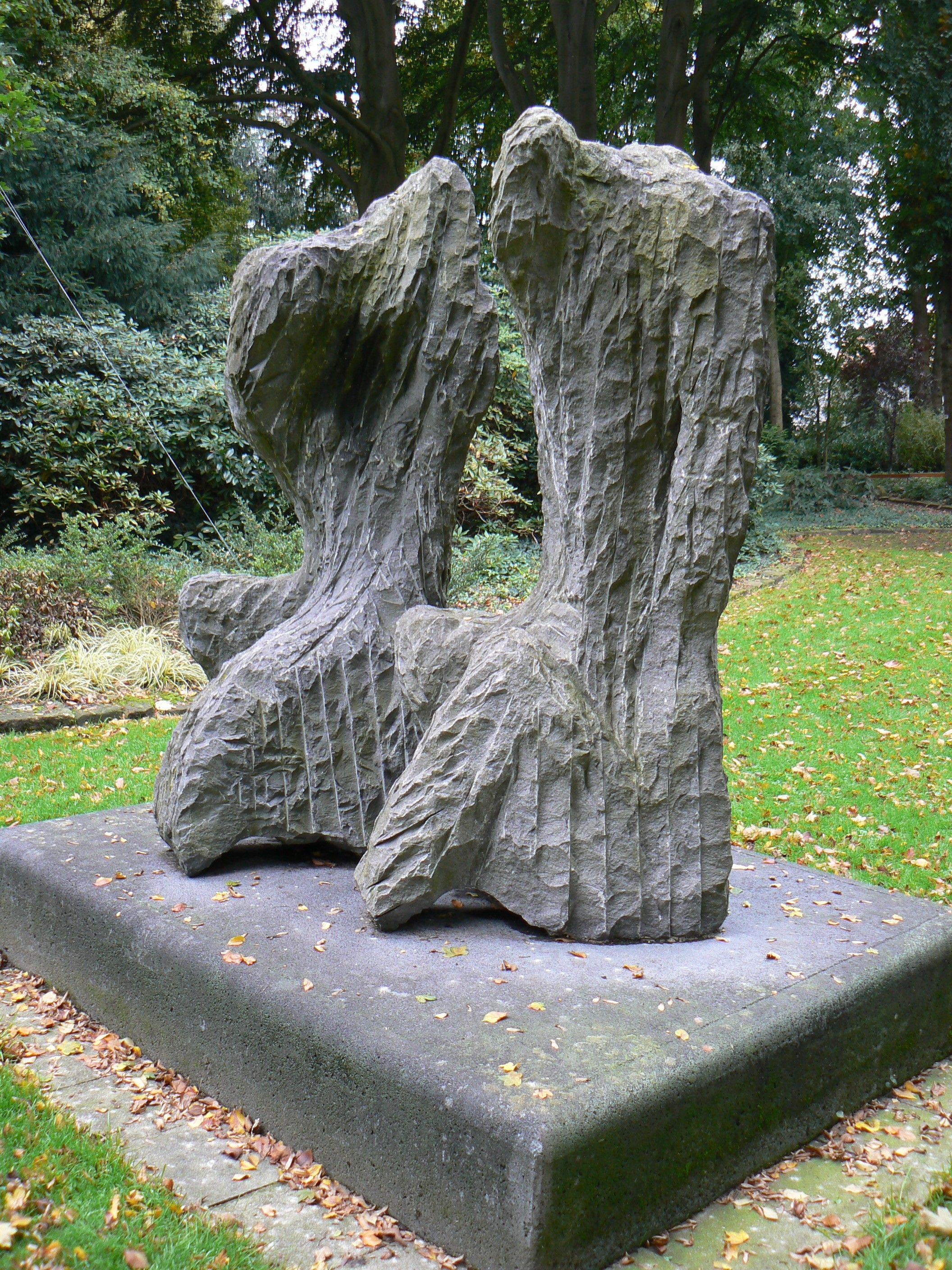
Eugène Dodeigne: Confidence (1986)

Kunstwegen is een sculptuur-project (beeldenroute) van 132 km langs de rivier de Vecht, respectievelijk in Duitsland en in Nederland, tussen de steden Nordhorn in Nedersaksen en Zwolle in Overijssel.

## Het project
60 kunstwerken van internationale kunstenaars vormen een interregionaal grensoverschrijdend openluchtmuseum voor beeldhouwkunst.
Kunstwegen is de opvolger van het Nederlandse stationsproject Kunstlijn en de Skulpturenweg Nordhorn in Duitsland. Deze beiden projecten werden samengevoegd met het resultaat der drie beeldhouwersymposia (Bildhauersymposien Bentheimer Sandstein) bij het klooster Frenswegen.
De route start in Nordhorn ( de Vechtesee) en volgt de Vecht die al eeuwenlang het Grafschaft Bentheim met het Overijsselse Vechtdal verbindt. Veel beeldhouwwerken zijn te vinden in de stad Nordhorn en het aangrenzende Frenswegen met zijn klooster. De route komt bij Gramsbergen in Nederland en loopt via Hardenberg, Mariënberg en Ommen naar Zwolle.

## Deelnemende kunstenaars
- Herbert Baumann met Ohne Titel (1988)
- Hans van den Ban met Koekoeksklokgewicht (1993)
- Hede Bühl met Große stehende Figur (1971)
- Christiaan Paul Damsté met Unititled (1979)
- Richard Deacon met One Step, Two Step
- Eugène Dodeigne met Confidence (1986)
- Ólafur Elíasson met Der drehende Park (2000)
- Luciano Fabro met Tumulus (1999)
- Dan Graham met Parabole Triangular Pavillion I (1995/96)
- Hawoli met Ohne Titel (1988)
- Georg Herold met Liquid Relief, Light Relief (1997)
- Erich Hauser met Doppelsäule
- Jenny Holzer met Black Garden (1994)
- Ilya & Emilia Kabakov met Wortlos (1999)
- Kubach-Wilmsen met Buchruine/Liegendes Buch (1979)
- Peter van de Locht met Sublime Symbols (1981/83 en Bauwerk für die guten Gefühle (1982)
- Bernhard Luginbühl met Nordhornstengel (1993)
- Bert Meinen met Ruimtelijk kubistische tekening (1989)
- Christiane Möbus met Der innere Kreis der äußeren Linie folgend (1977)
- Jan van Munster met Energiesculptuur (1989)
- Louis Niebuhr met Frenswegener Kopf (1979)
- Nils-Udo met Der Turm (1982) en Pappelturm (1983)
- Alwie Oude Aarninkhof met Vier windsculpturen (1988)
- Uwe Poth
- Karl Prantl met Kreuzweg (1979)
- Tobias Rehberger met Caprimoon '99 (2000)
- Thomas Rentmeister met Ohne Titel (1998)
- Cornelius Rogge met Säule (1988)
- Peter Rübsam met Faltung (1982)
- Ulrich Rückriem met zonder titel (1982)
- Robert Schad met 1986 III-IV/86 (1986)
- Michael Schoenholtz met Figur gegen das Ufer (1988)
- Ann-Sofi Sidén met Turf Cupola (2000)
- Timm Ulrichs met Findling (1978/80)
- Henk Visch met Uit het gezicht verliezen (1986/89)

## Fotogalerij Duitsland

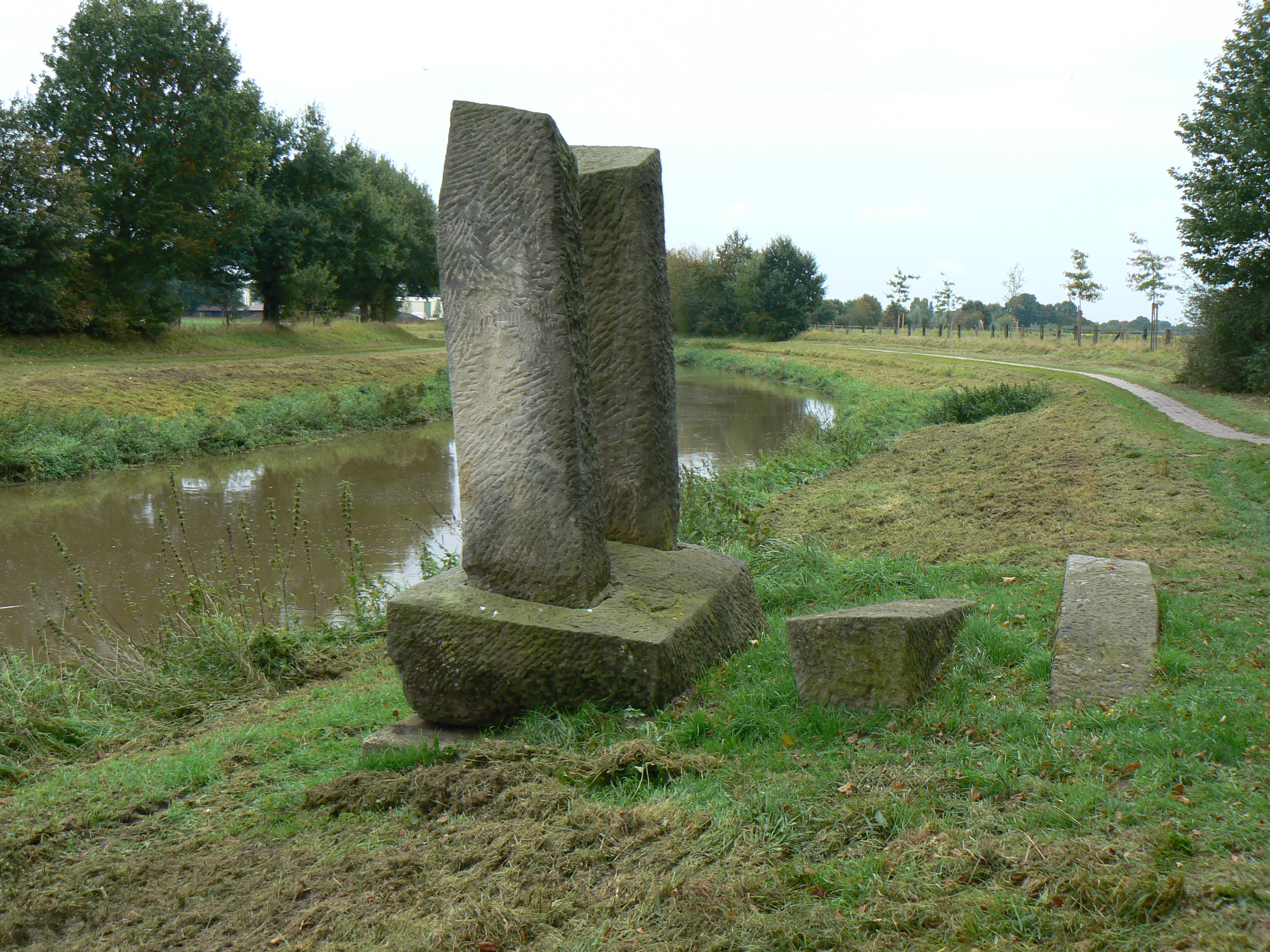
Michael Schoenholtz : Figur gegen das Ufer (1988)
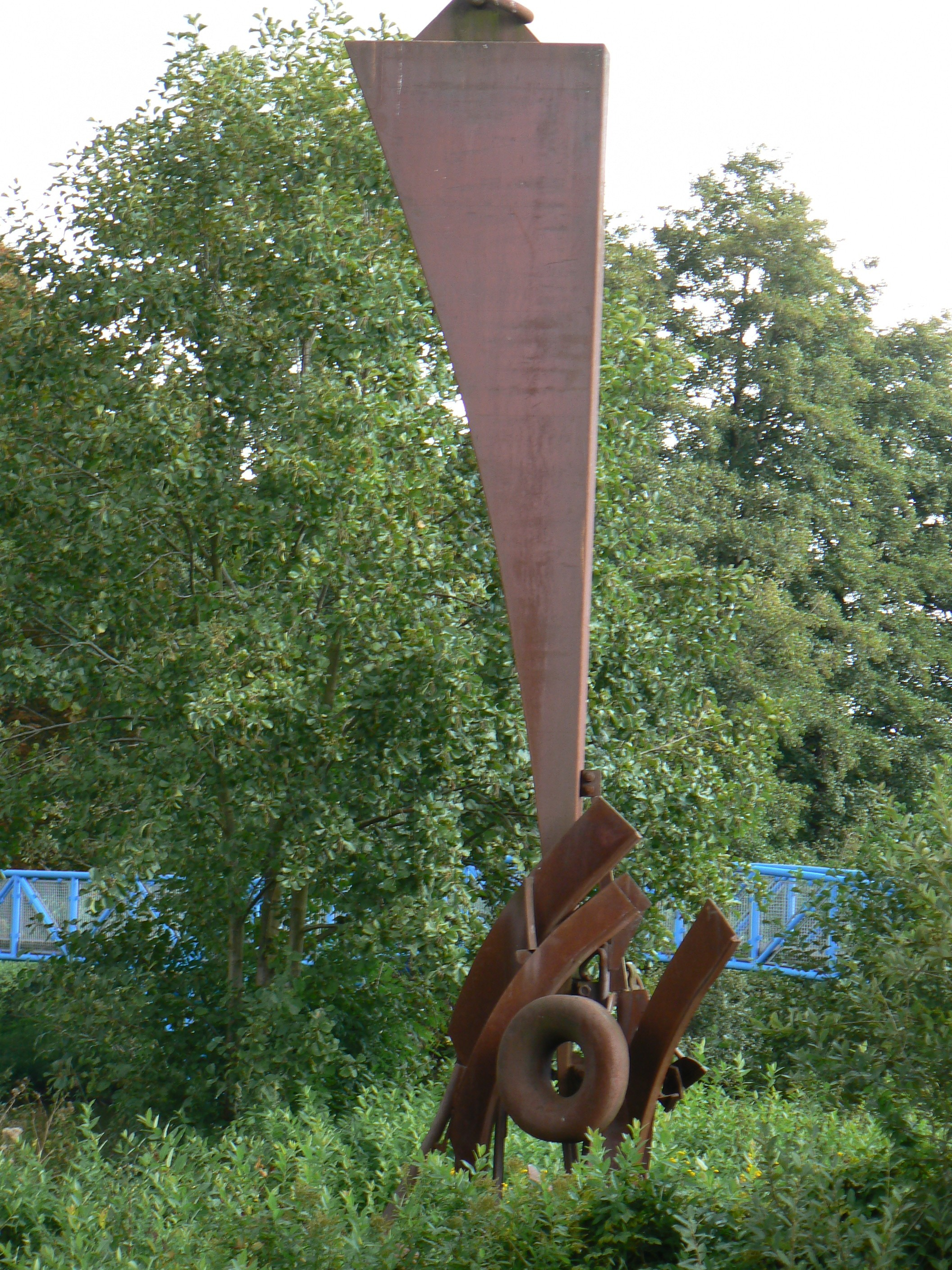
Bernhard Luginbühl : Nordhornstengel (1993)
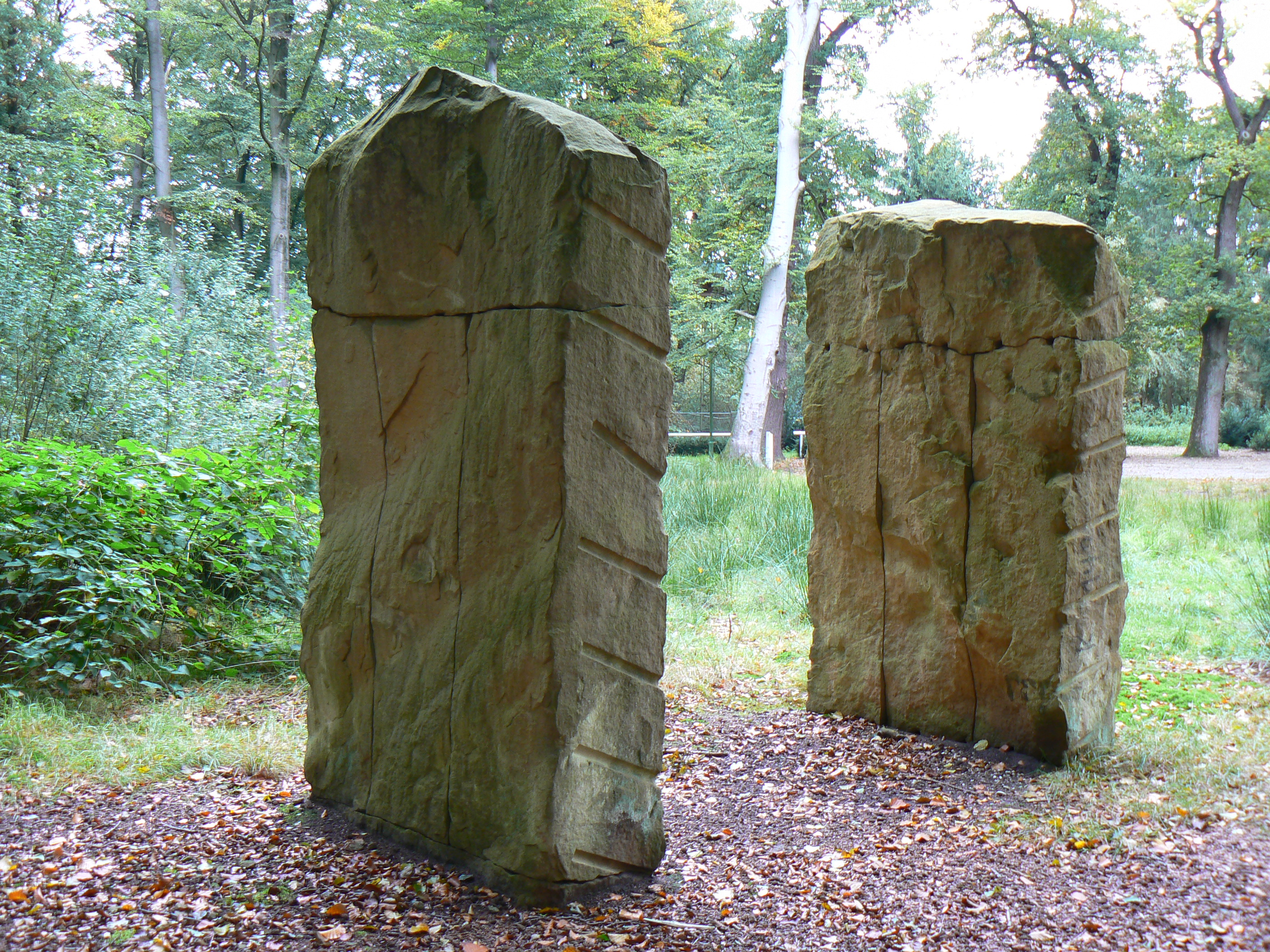
Ulrich Rückriem : zonder titel (1982)
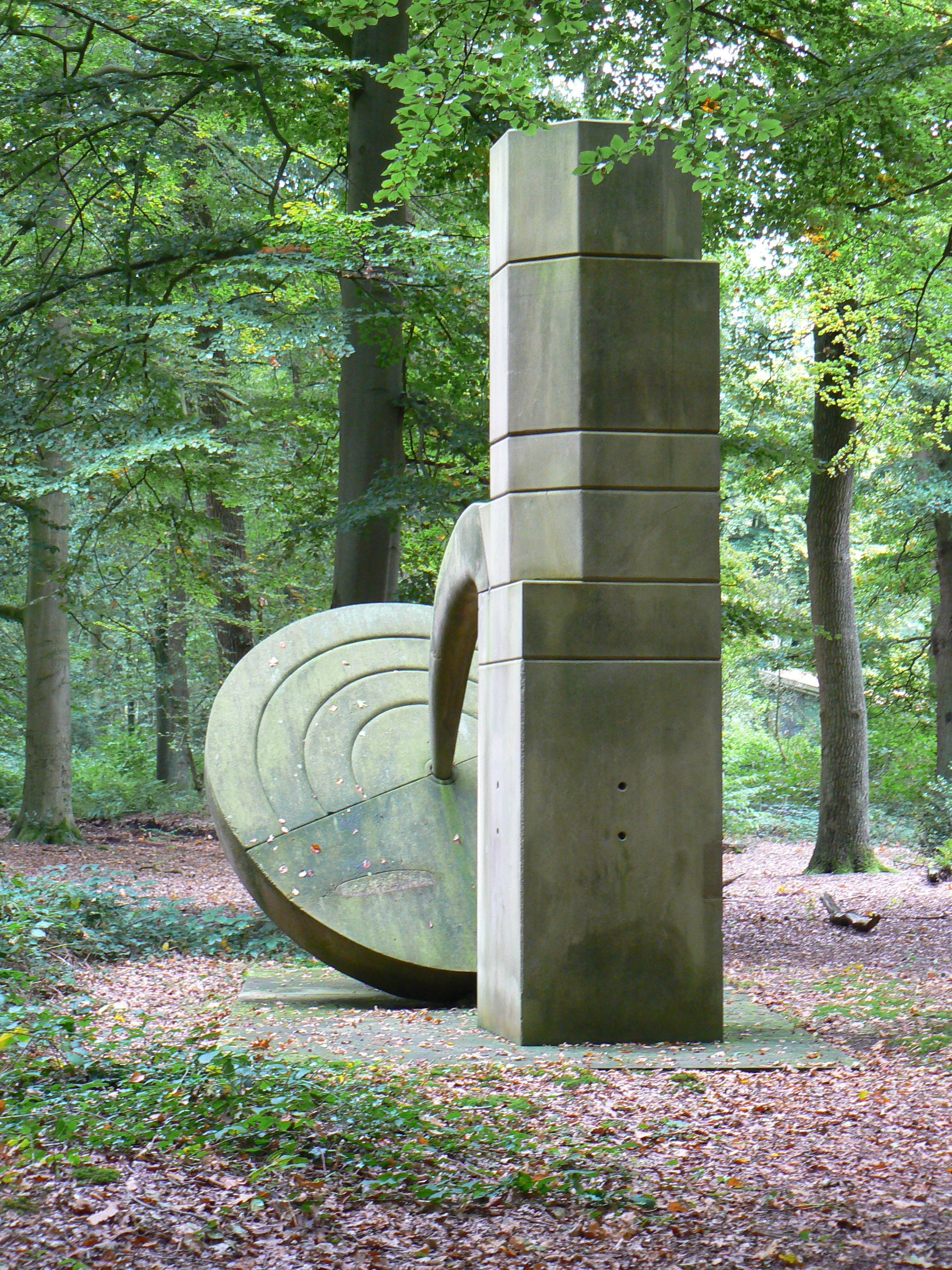
Peter van de Locht : Bauwerk für die guten Gefühle (1982)

## Fotogalerij Nederland

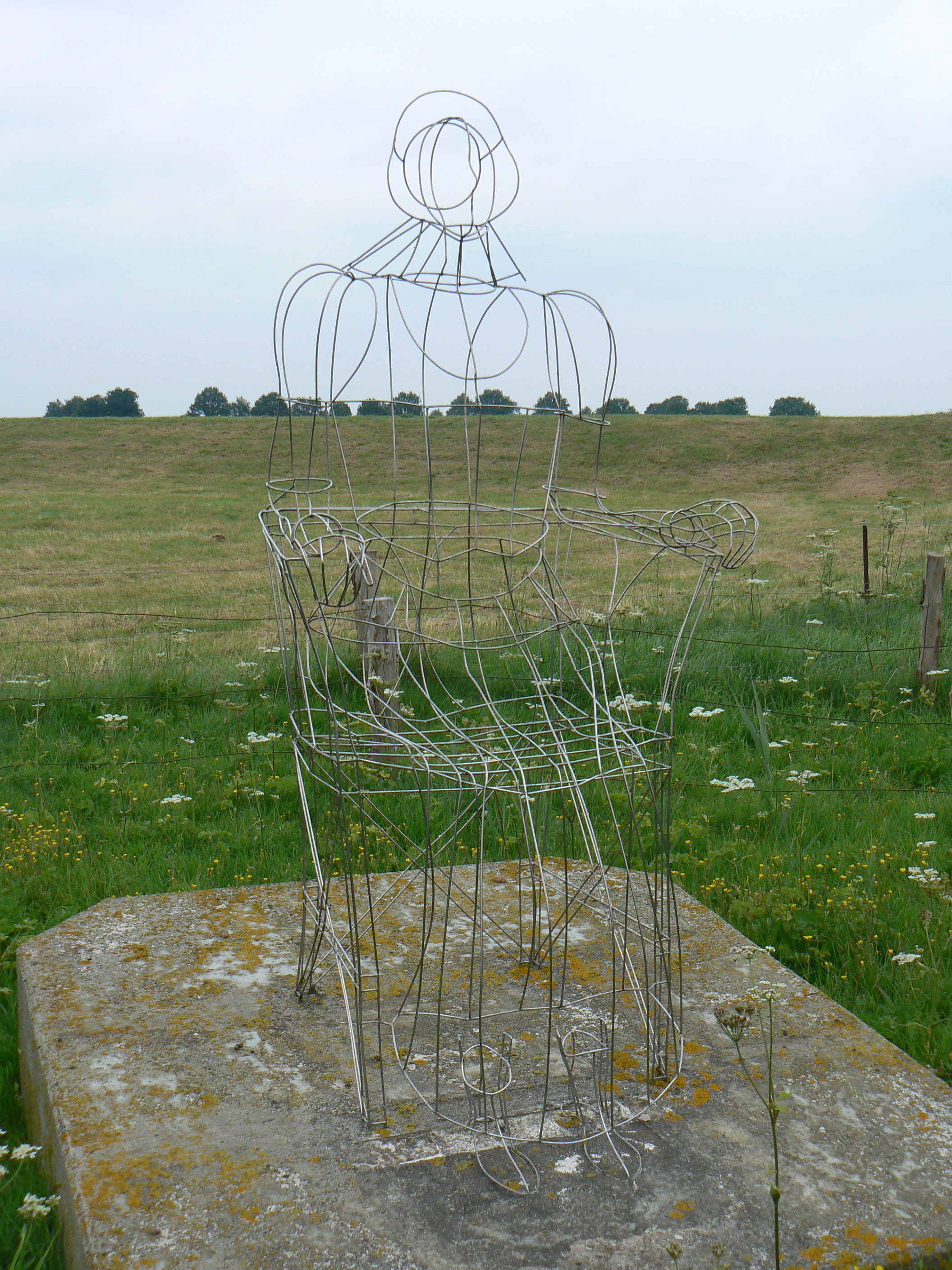
Ilya en Emilia Kabakov : Wortlos (1999)
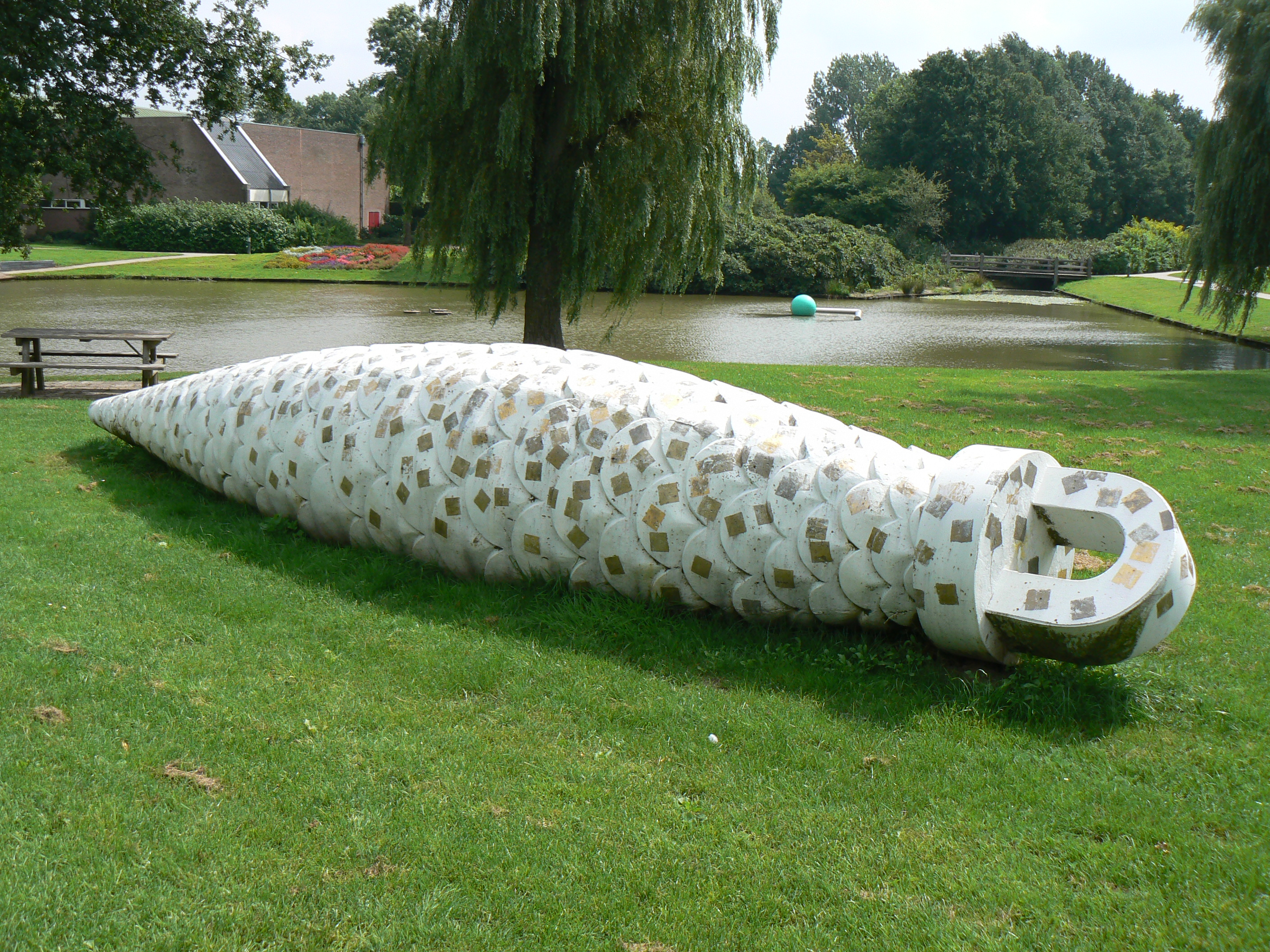
Hans van den Ban : Koekoeksklokgewicht (1993)
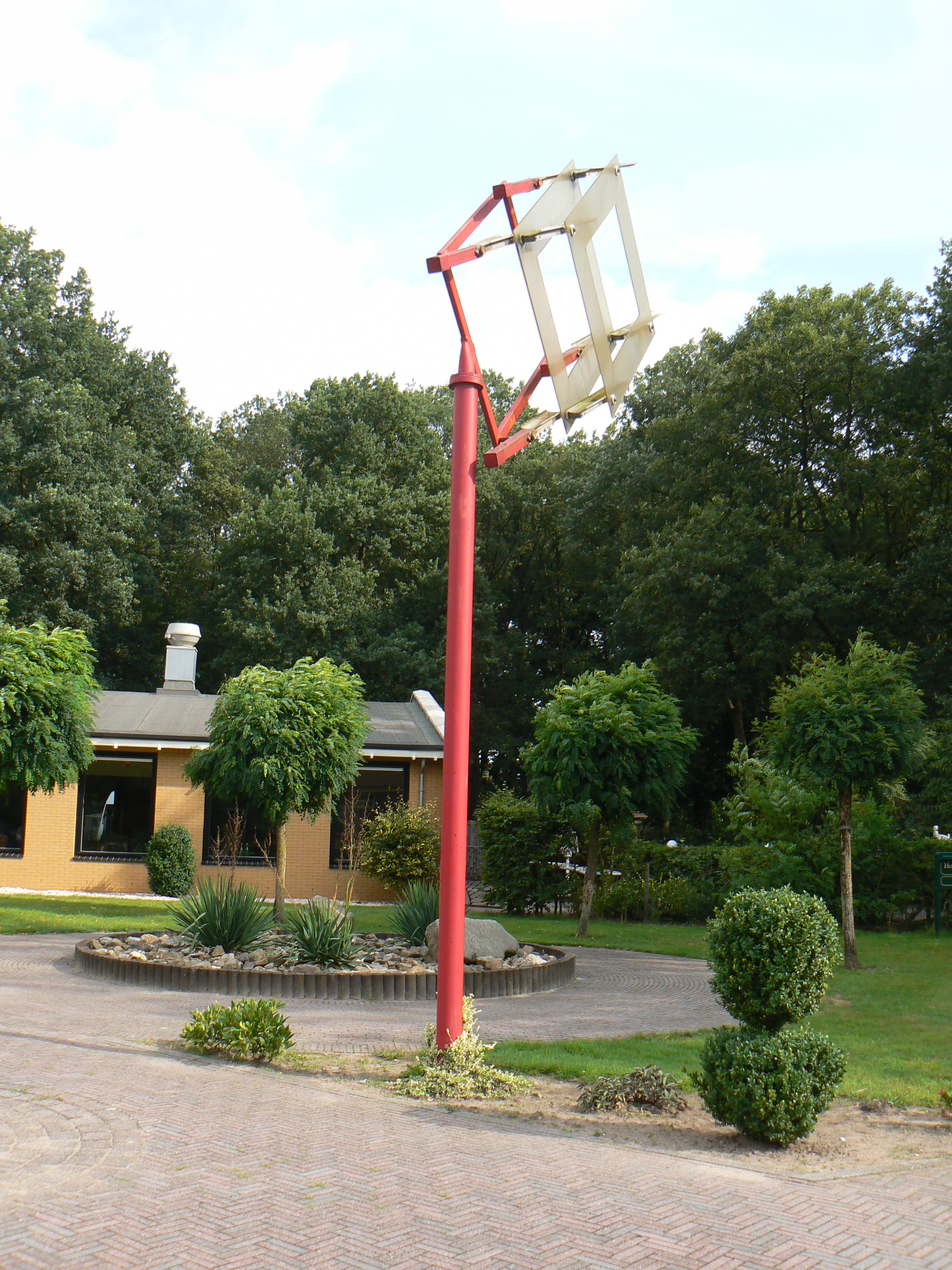
Alwie Oude Aarninkhof : Vier windsculpturen (1988)
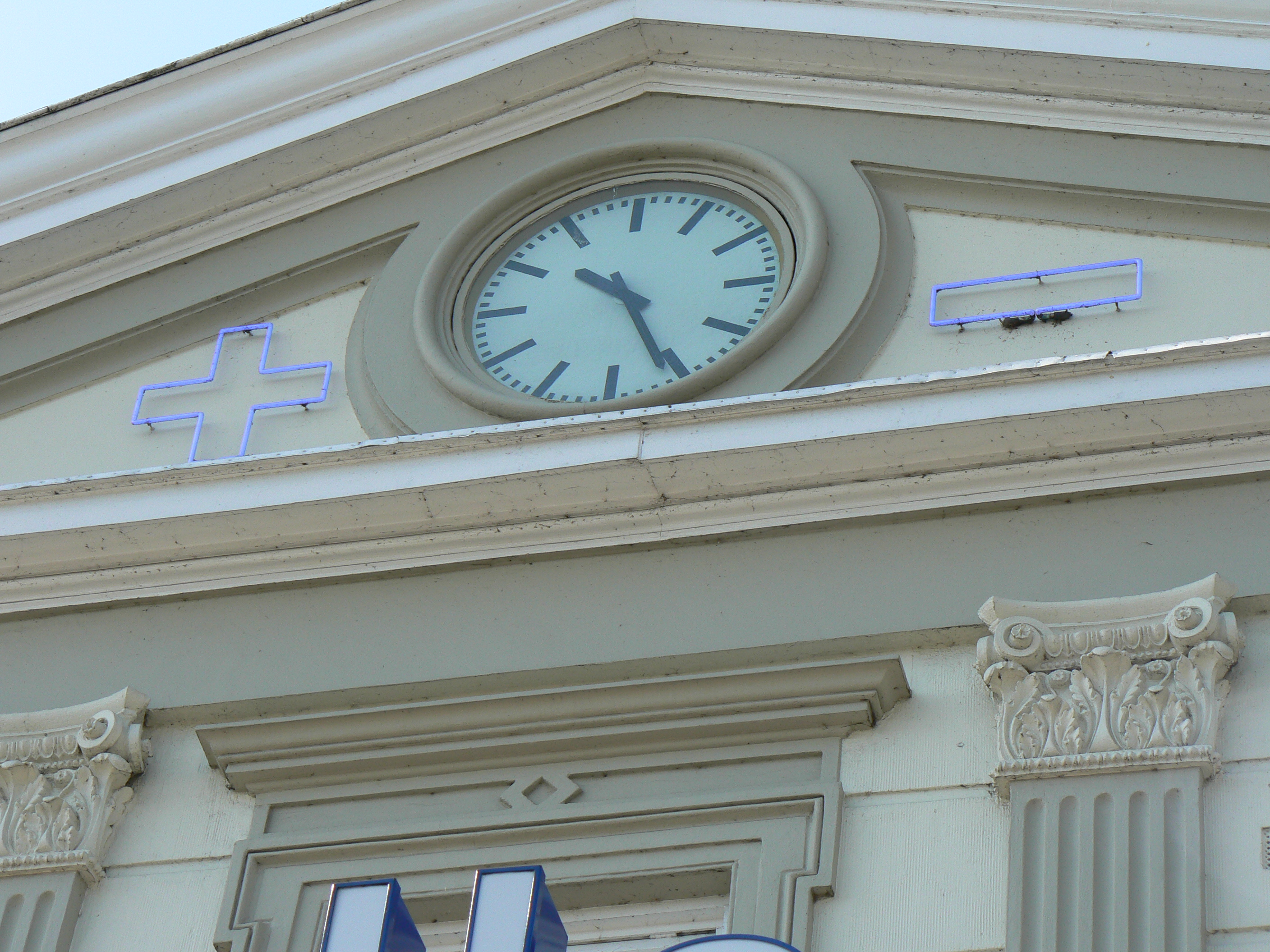
Jan van Munster : Energiesculptuur (1989)